# قمع تنقيط

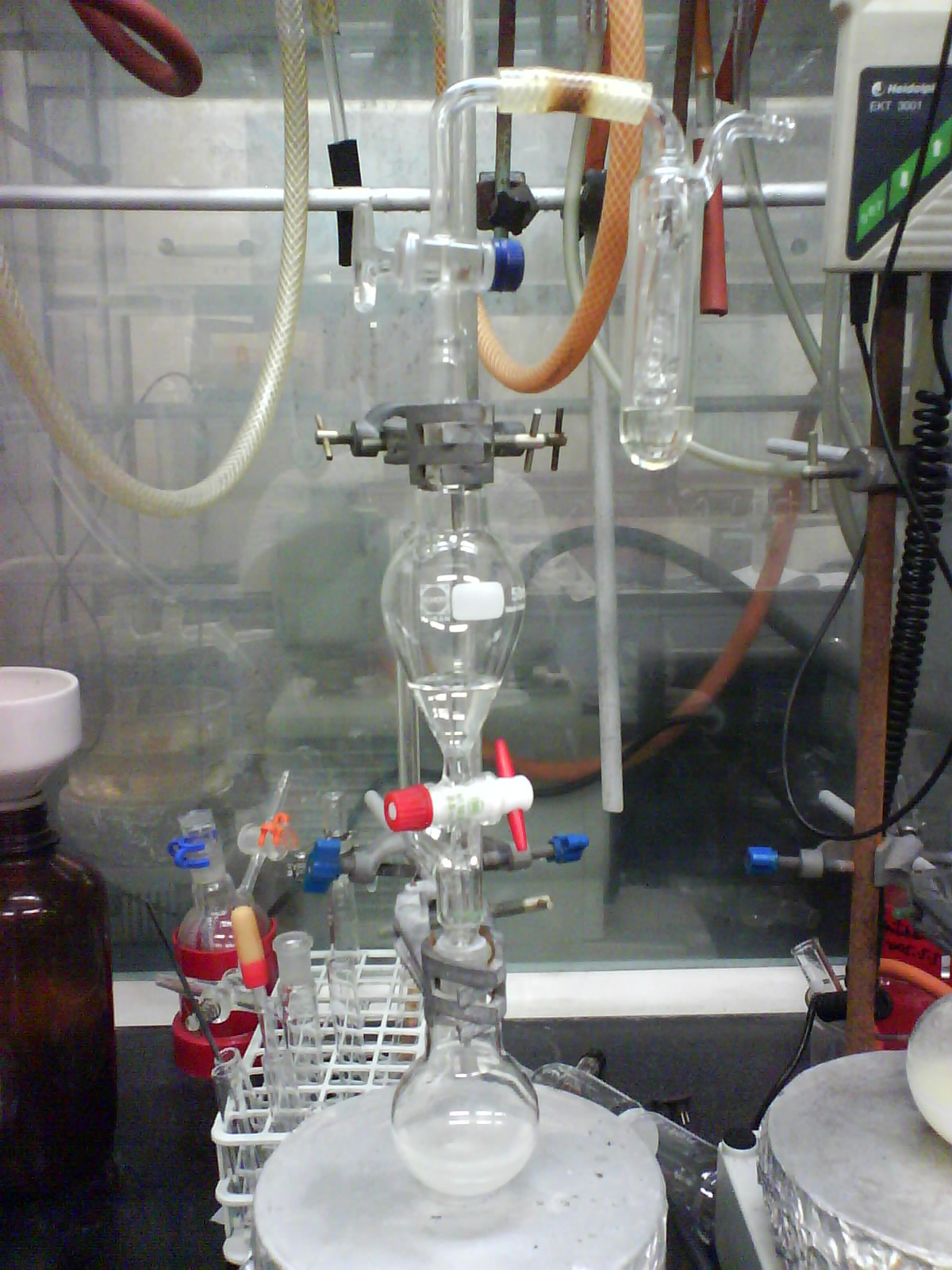
قمع تنقيط.

قمع التنقيط هو إحدى أدوات المختبرات الكيميائية الزجاجية، يستخدم لإضافة كميات محدودة من المواد الكيميائية السائلة وبشكل بطيء إلى مزيج التفاعل على شكل قطرات. يتم التحكم بكمية المواد المضافة من خلال صنبور زجاجي مدمج مع جسم القمع.

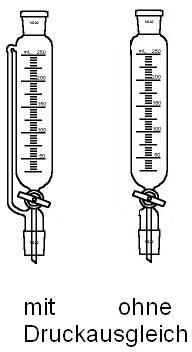
نوعان من قمع التنقيط.

يمكن أن يضاف لقمع التنقيط وصلة زجاجية (صنفرة) تمكن من إجراء عملية التنقيط بشكل مباشر على دورق آخر، خاصة إذا كانت عملية الإضافة تتم بوجود جو من غاز خامل. إذا كان الدورق المستقبل محكم الإغلاق فإن تدفق السائل المضاف سيتوقف بعد فترة نتيجة الضغط المتشكل، لذلك يزود قمع التنقيط على جانبه بوصلة زجاجية رفيعة لتحرير الضغط (تنفيس).
يستخدم في نقل السوائل. فهو مزود بمحبس أو صنبور زجاجي والذي يتيح التحكم في عملية التدفق. وتعتبر أقماع التنقيط مفيدة لإضافة الكواشف ببطء، أي نقطة بنقطة. وهذا قد يكون مستحب إذا ما كانت الإضافة السريعة للمادة الكيميائية من شأنها أن تؤدي إلى تفاعلات جانبية، أو إذا كان التفاعل نشط جداً.
عادة ما يتم تركيب أو إضافة وصلة زجاجية قاعدية والتي تسمح بإجراء عملية التنقيط بشكل مباشر على، مثلاً، دورق مستدير القاع. وهذا يعني أيضاً أنه يحتاج ألا يكون محكم الإغلاق بشكل منفصل.
أقماع التنقيط المعادلة للضغط تكون مزودة بأنبوبة زجاجية ضيقة إضافية تخرج من انتفاخ القمع وتصل إلى الوصلة الزجاجية القاعدية الموجودة حول العنق. حيث أنه بدون وجود سائل لمعادلة الضغط ما بين الدورق المسقبل المغلق بإحكام وانتفاخ القمع، فإن تدفق السائل المضاف سيتوقف سريعاً.